# 鳥取県倉吉自動車学校
株式会社鳥取県倉吉自動車学校（とっとりけんくらよしじどうしゃがっこう）は、鳥取県東伯郡北栄町にある鳥取県公安委員会指定自動車教習所を運営する企業である。北栄町出身の漫画家で、「名探偵コナン」の原作者でもある青山剛昌にちなんで、コナンの里という名前が学校名についている。

## 沿革
- 1971年4月30日 - 株式会社鳥取県自動車教習センターとして設立
- 1979年4月02日 - 株式会社鳥取県自動車教習センター由良自動車学校に校名改称
- 1985年5月16日 - 藤井英人（初代代表取締役）が株式会社鳥取県倉吉自動車学校に改称
- 2003年9月25日 ‐ 藤井武親が代表取締役に就任
- 2004年12月6日 ‐ 井上勲が代表取締役に就任　現在に至る

## 取扱い免許
- 中型自動車
- 普通自動車
- 大型特殊自動車
- けん引
- 普通自動二輪車